# Judd Henkes
Judd Henkes (* 3. April 2001 in La Jolla) ist ein US-amerikanischer Snowboarder. Er startet in den Disziplin Halfpipe, Slopestyle und Big Air.

## Werdegang
Henkes nimmt seit 2011 an Wettbewerben der Ticket to Ride World Snowboard Tour und seit 2015 der FIS teil. Im Jahr 2015 wurde er bei den US-amerikanischen Meisterschaften Dritter und im folgenden Jahr Zweiter in der Halfpipe. Bei den Snowboard-Weltmeisterschaften 2016 in Yabuli errang er den 36. Platz im Slopestyle. Sein Debüt im Weltcup hatte er im Dezember 2016 in Copper Mountain, das er auf dem 17. Platz in der Halfpipe beendete. Bei den Snowboard-Weltmeisterschaften 2017 in der Sierra Nevada kam er auf den 38. Platz im Slopestyle und auf den 14. Rang im Big Air. Ende März 2017 holte er bei den Snowboard-Juniorenweltmeisterschaften 2017 in Špindlerův Mlýn die Silbermedaille im Slopestyle. Bei den Winter-X-Games 2018 in Aspen belegte er den 14. Platz im Slopestyle und bei den Winter-X-Games 2019 den siebten Rang im Slopestyle. Im Februar 2019 gewann er bei den Weltmeisterschaften in Park City die Bronzemedaille im Slopestyle. Im folgenden Monat erreichte er in Mammoth mit dem zweiten Platz im Slopestyle seine erste Podestplatzierung im Weltcup und den zweiten Platz im Slopestyle-Weltcup. In der Saison 2019/20 kam er mit vier Top-Zehn-Platzierungen, darunter Platz drei in Mammoth und in Calgary im Slopestyle, jeweils auf den achten Platz im Freestyle und Big-Air-Weltcup und auf den vierten Rang im Slopestyle-Weltcup. Bei den Winter-X-Games 2020 wurde er Fünfter im Slopestyle. In der folgenden Saison belegte er bei den Winter-X-Games 2021 den vierten Platz im Slopestyle und bei den Snowboard-Weltmeisterschaften 2021 den 48. Platz im Slopestyle und den siebten Rang im Big Air.